# Хевеш (комитат)
Хевеш (венг. Heves) — исторический комитат в центральной части Венгерского королевства. В настоящее время на этой территории находится медье Хевеш Венгерской республики. Административным центром комитата Хевеш был город Эгер.

## География
Хевеш лежит в северной части Среднедунайской равнины к востоку от излучины Дуная. На севере комитата расположены горы Матра и Бюкк, по юго-восточной части Хевеша протекает река Тиса. Площадь комитата составляла 3761 км² (по состоянию на 1910 год). Хевеш граничил со следующими комитатами Венгрии: Ноград, Гёмёр-Кишхонт, Боршод, Хайду, Яс-Надькун-Сольнок и Пешт-Пилиш-Шольт-Кишкун.
В комитате было достаточно развито сельское хозяйство: возделывались пшеница, рожь, кукуруза, табак. Большое значение имело разведение свиней и овец. Широкую известность получили вина комитата Хевеш, виноград для которых культивировался на южных склонах Матры и Бюкка. Среди отраслей промышленности наиболее развитой в комитате была добыча бурого угля, а также пищевая промышленность.

## История

Герб комитата Хевеш

Комитат Хевеш был образован в XIII веке. Название комитата произошло от королевского замка Хевеш, который первоначально был административным центром этой области. В 1596 г. территория комитата попала под власть Османской империи. Столица комитата — крепость Эгер — оказалась центром многовековой борьбы турок и Габсбургов, переходя из рук в руки и выдерживая многомесячные турецкие осады (1552, 1596). Османская оккупация продолжалась до 1687 г., когда Хевеш был освобождён австрийскими войсками. На момент изгнания турок из 200 населённых пунктов комитата, существовавших до установления власти Османской империи, осталось только 2.
После Трианонского договора 1920 г. Хевеш остался в составе Венгерской республики. На территории бывшего комитата было образовано медье Хевеш. В 1950 г. часть земель комитата были переданы соседним административным единицам: город Пасто с округой — медье Ноград, левый берег Тисы — медье Яс-Надькун-Сольнок. В свою очередь, небольшая территория к северу от Эгера, ранее принадлежавшая комитату Боршод-Абауй-Земплен, вошла в состав Хевеша.

## Население
Согласно переписи 1910 г. на территории комитата Хевеш проживало 279 700 жителей, подавляющее большинство которых были этническими венграми (более 97 %). Хевеш, таким образом, являлся одним из немногих мононациональных комитатов Венгерского королевства. Господствующий религией населения был католицизм, который исповедовали более 87 % жителей. Численность кальвинистов в Хевеше не превышала 8 % населения, другие религиозные конфессии имели относительно незначительное число приверженцев.

## Административное деление

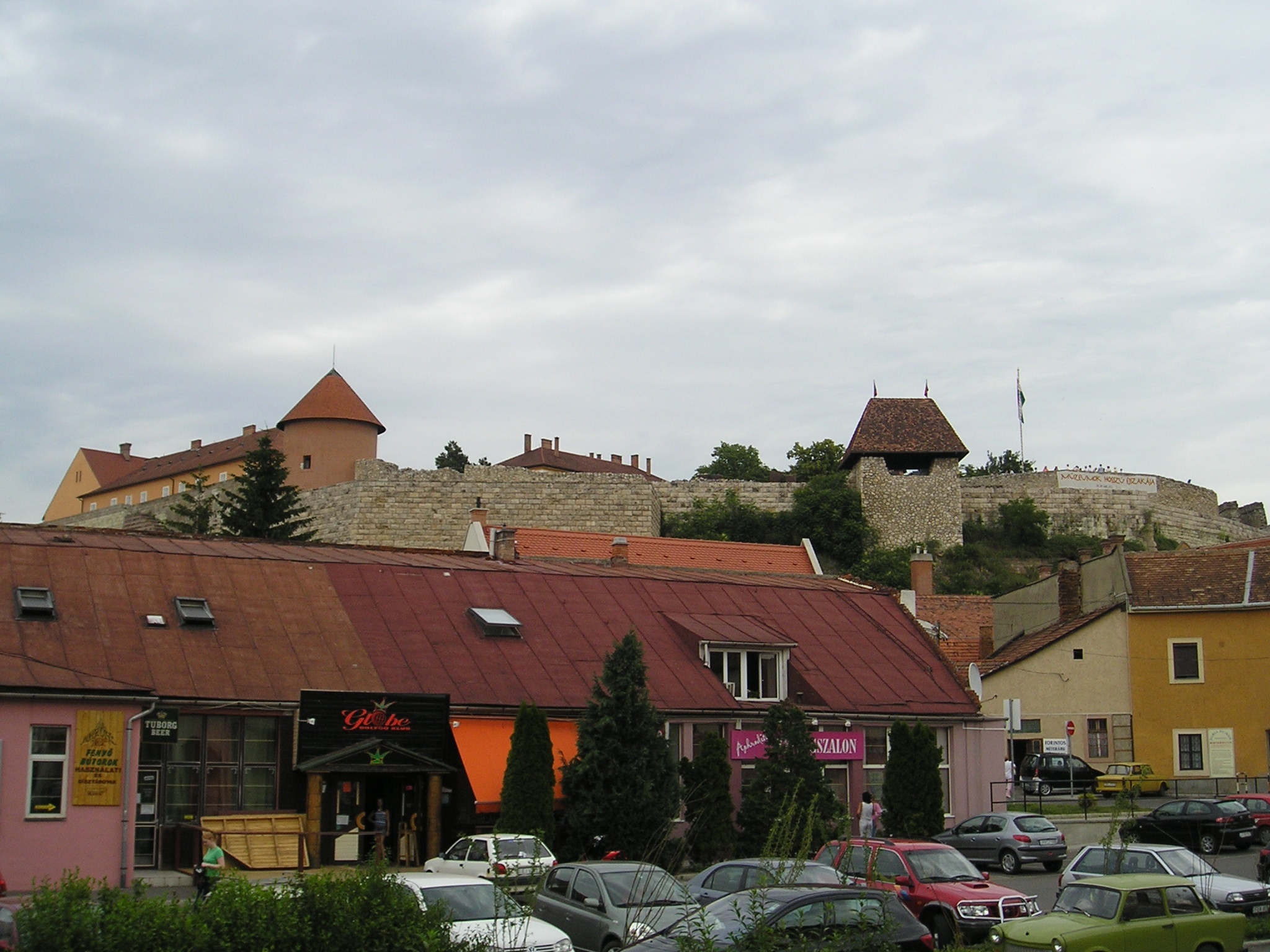
Эгерский замок

В начале XX века в состав комитата входили следующие округа:
| Округа         | Округа      |
| Округ          | Адм. центр  |
| -------------- | ----------- |
| Дьёндьёш       | Дьёндьёш    |
| Петервашара    | Петервашара |
| Тисафюред      | Тисафюред   |
| Хатван         | Хатван      |
| Хевеш          | Хевеш       |
| Эгер           | Эгер        |
| Муниципалитеты |             |
| Дьёндьёш       |             |
| Эгер           |             |